# Idionyx claudia
Idionyx claudia – gatunek ważki z rodziny Synthemistidae. Występuje w południowych i południowo-wschodnich Chinach (Jiangxi, Fujian, Kuangsi, Guangdong, Hongkong); być może także na przyległym obszarze w północnym Wietnamie.